# María Sorolla
María Clotilde Sorolla García, más conocida como María Sorolla (Madrid, 13 de abril de 1889-Madrid, 19 de junio de 1956), fue una pintora española.

## Biografía
Hija mayor de Joaquín Sorolla y de Clotilde García del Castillo, fue educada en la Institución Libre de Enseñanza, centro que fomentó siempre la creatividad en el alumnado, y en el que recibió una educación muy diferente a la que recibían otras niñas de su época, que estudiaban en escuelas religiosas femeninas. Desde muy joven tuvo la influencia de su padre y de sus hermanos, Elena y Joaquín, que también pintaban.

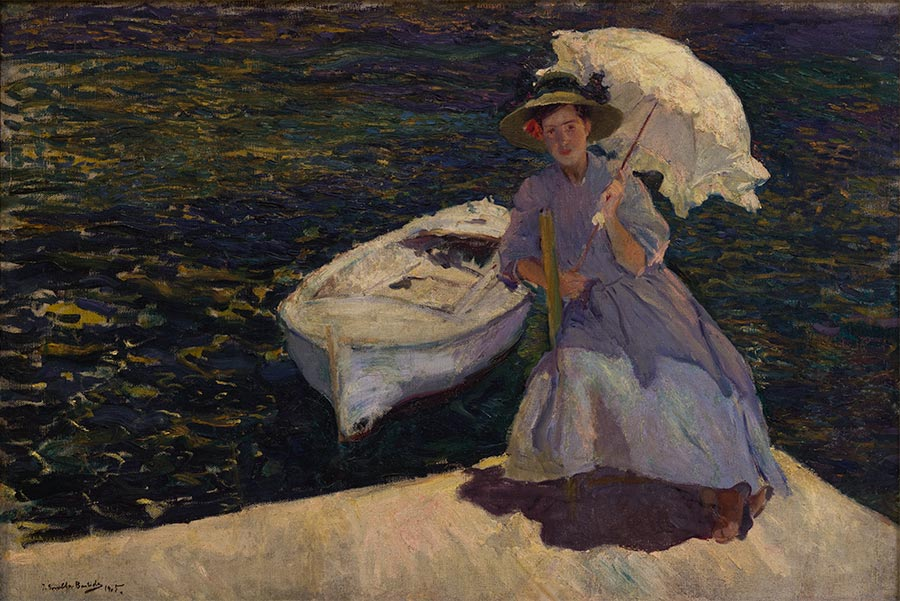
María en el puerto de Jávea (1905). Pintura de su padre.

Probablemente animada por su padre, en 1916 participó en la Exposición de la Juventud valenciana, donde también tomó parte su hermana Elena.
En 1916 se casó con Francisco Pons Arnau, que también era pintor y discípulo de Sorolla, con quien tuvo un hijo, Francisco Pons-Sorolla, que sería arquitecto, urbanista y director general de Arquitectura.
En 1926 expuso de nuevo, y de nuevo con su hermana Elena, en la primera muestra de arte femenino del prestigioso Lyceum Club de Madrid. Las hermanas recibieron una buena crítica y vendieron algunas piezas.
Su producción artística no es muy extensa, dado que nunca dio el paso hacia la profesionalización. Su hermana Elena fue una escultora destacada del momento y su hermano Joaquín fue el primer director del Museo Sorolla de 1932 hasta el 1948.
Como buena parte de su familia, está enterrada en el cementerio de Valencia.